# Igreja de São Silvestre (Unhos)
A Igreja de São Silvestre, ou Igreja Matriz de Unhos, fica localizada em Unhos, na atual freguesia de Camarate, Unhos e Apelação, no Município de Loures, em Portugal.
A Igreja foi fundada na época medieval e reedificada cerca de 1668. Com o terramoto de 1755, a estrutura sofreu alguns danos e a fachada foi refeita, embora se mantivessem os portais maneiristas, bem como a abóbada da nave, reedificada sobre os arcos seiscentistas.
O imóvel possui uma planta retangular composta pelos volumes justapostos da nave e da capela-mor. A fachada divide-se em três registos, nos quais se destaca o conjunto maneirista do portal principal e dos dois portais laterais, cegos, e das janelas que iluminam o espaço, rasgadas a toda a volta do edifício.

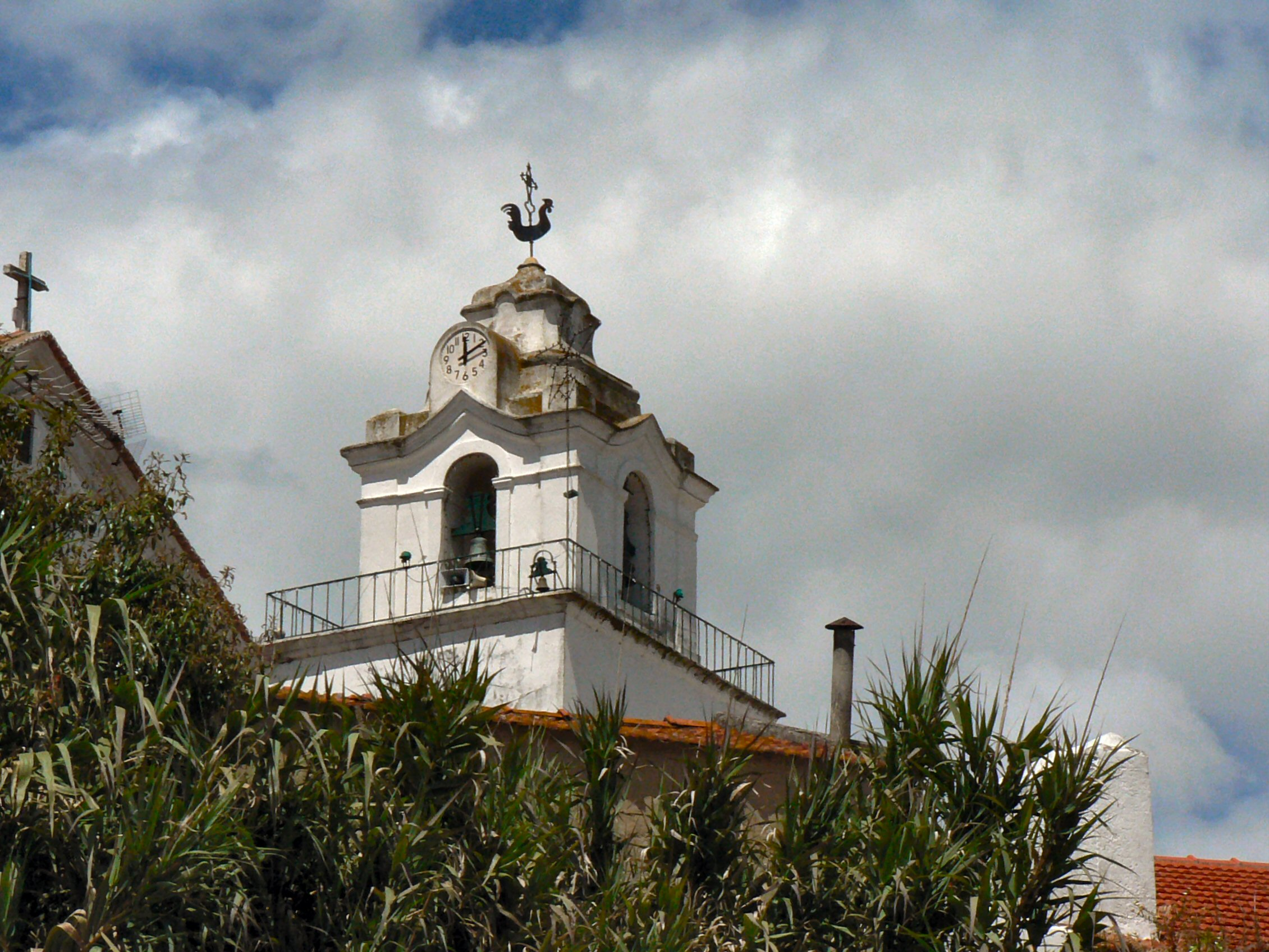
Vista exterior da Igreja

O espaço interior, de nave única, possui seis capelas laterais de diferentes profundidades e elementos decorativos distintos, executados em campanhas dos séculos XVI, XVII e XVIII.
Está classificada como Monumento de Interesse Público.